# Office de l'eau (Martinique)
L'Office de l'eau de la Martinique est un organisme public créé en 2002. Il fonctionne sous tutelle du président du conseil général de la Martinique.

## Description
Son domaine est celui de la gestion de l’eau et des milieux aquatiques. Équivalent des agences de l’eau de l’Hexagone, il a pour missions l’étude et le suivi des ressources en eau, des milieux aquatiques et littoraux et de leurs usages, l’assistance technique, la formation ainsi que l’information et la sensibilisation de la population martiniquaise. Il assure le financement d’études et d’aménagements et mène des actions de coopération internationale. Il soutient financièrement et techniquement le développement de méthodes novatrices ou adaptées au contexte local dans les domaines de l’eau potable, de l’assainissement, des déchets et de la gestion et l’entretien des zones humides.
Dans le cadre des fonds européens sa contribution est incluse dans la contrepartie nationale. Par exemple, il gère l'effort martiniquais de la directive-cadre sur l’eau, une directive européenne qui vise à protéger cette ressource.